# Бхола (острів)
Острів Бхола (також Дахін Шахбазпур) — найбільший острів Бангладеш площею 1441 км². Це більша частина суші району Бхола в Барісальському регіоні.

## Географія

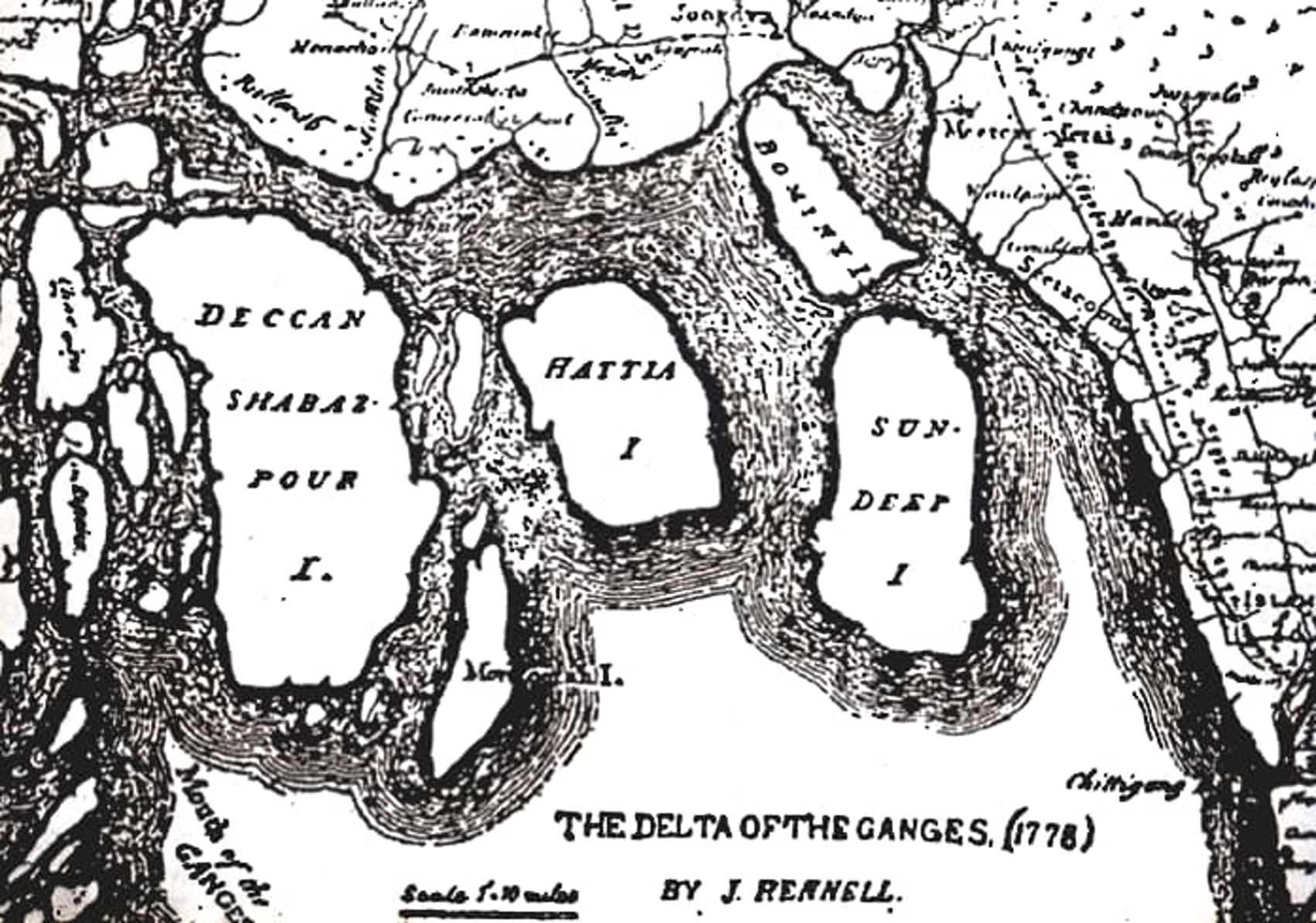
Південний острів Шахбаджпур (позначений як Деккан Шабазпур), який зараз є островом Бхола. 1778 рік, карта Джеймса Реннелла

Він розташований у гирлі річки Мегни. З Дакки та Барісала курсують пороми.
Довжина острова — 130 км населення — 1,7 млн. Карта 1776 р. вказує на те, що острів мав овальну форму, але нині він є більш витягнутий через ерозію річкою Мегна. Острів має всього 1,8 м над рівнем океану в найвищій точці.

## Культура
За даними перепису 2011 року, 96,7 % — мусульмани, 3,3 % — індуїсти.
Острів Бхола відомий сиром з буйволів (дої), який є унікальним в Бангладеш. Процес виробництва незмінний, сир виготовляється в традиційних глиняних горщиках, процес займає 18 годин. Він популярний на острові і подається в особливих випадках, таких як весілля, фестивалі тощо.

## Потужність
Острів стикався з хронічними проблемами енергетики, хоча природний газ був відкритий в Шахбазпурі 1994 року. Уряд вирішив побудувати електростанцію, яка мала запрацювати до серпня 2015 року. Державна енергосистема Бангладеш (PGCB) встановлює лінію електропередачі високої напруги від острова Бхола до острова Борхануддін.

## ЗМІ
Тут мовлять 14 громадських радіостанцій.

## Історія
1970 року острів зазнав впливу руйнівног циклону Бхола, який повністю спустошив південну половину острова, а також знищив урожай рису.
1995 року половина острова затопило, залишивши 500 тис. людей без житла.
2005 року повені вплинули на життя понад півмільйона людей на острові. Значні повені за місяці та роки до цього спричинили сильну ерозію та призвели до розливу кількох річок. Станом на 2009 рік деякі кількість жителів острова мешкала у нетрях Дакки.
2019 року на острові почалися протести після того, як індуса з острова звинуватили у розміщенні в соцмережах богохульного вмісту проти пророка Мухаммеда. Пізніше було виявлено, що його акаунт було зламано.